# Marko Tarabochia
Marko Tarabochia (Zagreb, 28 de noviembre de 1988) es un jugador de balonmano bosnio nacido en Croacia que juega de central en el Veszprém KKFT Felsőörs. Es internacional con la selección de balonmano de Bosnia y Herzegovina.

## Palmarés

### RK Zagreb
- Liga de Croacia de balonmano (2): 2009, 2011
- Copa de Croacia de balonmano (2): 2009, 2011

## Clubes
- RK Zagreb
- RK Medvescak ( -2010)
- RK Zagreb (2010-2011)
- RK Maribor Branik (2011-2013)
- KS Azoty-Pulawy (2013-2015)
- Orlen Wisła Płock (2015-2019)[2]
- MRK Sesvete (2019)
- Csurgói KK (2019-2020)
- RK Metalurg Skopje (2020-2021)
- Dabas KK (2021-2023)
- Veszprém KKFT Felsőörs (2023- )